# Berja
Berja (IPA: /'be̞rxä/) är en stad och kommun i Andalusien i sydöstra Spanien. Folkmängden uppgår till cirka 12 000 invånare. Berja ligger 60 km från huvudorten i provinsen Almería.